# Nevezéktan (heraldika)
A heraldikai nevezéktan a címertanban használt speciális szakkifejezések összessége, a címerábrák bélyegeinek taxonómiai definiálása. A koherens nevezéktan az alapja a címerleírásnak, a címerszabályoknak, a címerrendszertannak, a címerek szerkezeti elemeinek, a heraldika metodológiájának és általában az axiomatikus szemléletű címertannak. Ebből a szempontból a koherens nevezéktan a címertan vizsgálati algoritmusának egyik legfontosabb részeleme. A heraldika nevezéktana – más tudományterületekhez hasonlóan – több ezer specifikus kifejezésből áll. Ezek azonban jórészt néhány alapkifejezés kombinációi, melyeket a címerszabályok ismeretében bárki maga is megfejthet, illetve megalkothat.
Névváltozatok: nómenklatúra, szakkifejezések, szakszerű rövidítések (Forgon 16.), heraldikai műnyelv, műszók, heraldikai szótár (Bárczay, előszó)

en: Kunstsprache, heraldische Kunstsprache, heraldische Terminologie

Rövidítések

## A címertani nevezéktan eredete
A heraldikai nómenklatúra kidolgozását a heroldok kezdték meg a címertan létrejöttével egy időben. Ez a 12. század közepétől nagyrészt változatlan. A heroldok arra törekedtek, hogy a címertani nyelvezet rejtve maradjon a külvilág előtt, ezért – főként a francia és angol heraldikában – az idők folyamán az egyre bonyolultabb, részletesebb és ezáltal a laikusok számára kevéssé érthető lett. A latin országok és Anglia számára a francia nevezéktan volt a meghatározó, mely már a 13. században kialakult és mindmáig alig változott. A német nyelvterületen viszont a szaknyelv a heraldika mostohagyereke volt és kaotikus állapotok uralkodtak. Nem volt egységes szaknyelv, hanem minden heraldikus a saját nevezéktanát és címerleírási módszerét alkalmazta. A 15. századra a német heroldok nevezéktana teljesen elavult. A kancelláriai heraldika címerleírásai nélkülözték a koherens heraldikai blasont, ezért Philipp Jacob Spener is latinul írta heraldikai művét. A francia és német nevezéktan egységesítésére Cassaneus tett kísérletet.
A nevezéktant a holt heraldika korának kancelláriai heraldikája is átvette és a reneszánsztól még tovább bonyolította. Így komplikált virágnyelvi nevezéktan jött létre, mely ugyanakkor nem vált szakszerűbbé sem. A nevezéktan tudatos fejlesztésére és racionalizálására egyes heraldikai rendszerekben (főleg a német heraldikában, ahol a címerleírás korábban hanyatlóban volt) csak a 19. század közepétől fellépő tudományos heraldikában került sor. Német nyelvterületen a nevezéktan egységesítésének kiemelkedő alakja Maximilian Gritzner (1843-1902) volt, akinek 1870 körül befejezett heraldikai terminológiája alapvető fontossággal bírt a korabeli heroldi hivatalok számára, melyet szinte az összes későbbi heraldikus használt.

## A nevezéktan jellege
A címertan egyik legfontosabb részterülete, mert a pontos szakterminológia használatával, azaz a fogalmak pontos meghatározásával válik lehetővé a címerek pontos leírása, meghatározása és más egyéb címertani műveletek elvégzése. Az egységes szakterminológia használata ezért elengedhetetlen, bár csak ritkán valósul meg. Bárczay Oszkár fel is hívta a figyelmet a zűrzavaros állapotokra, amikor ugyanazon műben a magyar 
államcímer vágott pajzsának első mezőjében a vágásokat szelemen, csík, pólya, osztás, szelés, lebegő gerenda műszókkal jelölte.
A kérdés fontosságának felismerése nyomán a magyar címertanban elsőként Csergheő Géza törekedett az egységes szaknyelv kidolgozására, de ebben a halála megakadályozta. Ezt a feladatot végül Bárczay valósította meg, a Magyar Tudományos Akadémia Történelmi Bizottságának a megbízásából, mely azt némi változtatásokkal el is fogadta. Ebben különösen Szily Kálmán, a Magyar Tudományos Akadémia főtitkára volt a segítségére.
Noha ez a szaknyelv kezdetben csak a címerek leírására szolgált a színek és a címerábrák megnevezésével, idővel ez lett az alapja a címerszabályoknak és olyan alkalmazott részterületeknek is, mint a címertudomány vagy a címerhatározás. A címertani nómenklatúra – eltérően a heraldika néhány egyéb részterületétől – alaposan ki van dolgozva. Egy-egy objektum (címerábra) definiálására néha igen bonyolult nevezéktant használnak, mely a laikusok számára szinte értelmezhetetlenné teszi a címerleírásokat. Ilyen a rendkívül bonyolult francia és angol nevezéktan, de ezáltal egy rendkívül logikus és koherens címerleírási rendszer jön létre.

## Lásd még
- címerleírás
- megkülönböztető jegyek
- póz
- helyzet
- axiomatikus heraldika
- osztóvonal
- mesteralak